# Egil Johnny Orre
Egil Johnny Orre (ur. 9 grudnia 1920, zm. 30 listopada 2012 w Bærum) – norweski piłkarz występujący na pozycji napastnika.

## Kariera klubowa
W swojej karierze Orre występował w zespole Asker Fotball.

## Kariera reprezentacyjna
W 1952 roku Orre został powołany do reprezentacji Norwegii na Letnie Igrzyska Olimpijskie, zakończone przez nią na pierwszej rundzie. W drużynie narodowej nie rozegrał żadnego spotkania.